# Sphecophaga orientalis
Sphecophaga orientalis là một loài tò vò trong họ Ichneumonidae.